# Перуанский прыгун
Перуа́нский прыгу́н (лат. Plecturocebus oenanthe) — вид приматов из семейства саковых. В 2016 году согласно молекулярно-генетическим исследованиям Byrne с коллегами перенесли вид из рода Callicebus в род Plecturocebus. Эндемик Перу. Входит в список «25 самых уязвимых приматов мира».

## Описание
Небольших размеров прыгун. Голова круглая, с плоской мордой. Хвост не хватательного типа, длинный, покрыт густой мягкой шерстью. Шерсть густая, светло-коричневая, на груди, брюхе и внутренней стороне конечностей оранжевая. Морда и область вокруг морды покрыты редкими светлыми волосками. Длина тела для самцов от 30 до 30,6 см, для самок от 31,3 до 38,5 см. Длина хвоста от 36,9 до 40 см. Вес около 1,2 кг.

## Распространение
Населяют сухие леса с густой растительностью. Встречаются в Перу в предгорьях Анд в северной части провинции Сан-Мартин на высотах от 750 до 950 метров над уровнем моря.

## Поведение
Образуют небольшие семейные группы, состоящие из половозрелой пары и её потомства. В течение дня бо́льшую часть времени занимает отдых и сон, следующее место по продолжительности занимает поиск и приём пищи. В рационе в основном листья, семена, фрукты и членистоногие животные. 54 % рациона составляют фрукты, 22 % — насекомые.

## Взаимодействие с человеком
Международный союз охраны природы присвоил этому виду охранный статус «Находящиеся на грани полного исчезновения». Ареал сильно фрагментирован вследствие разрушения естественной среды обитания вида. Правительством Перу предпринимаются меры по охране и восстановлению популяции этих приматов.